# 이천 장암리 마애보살반가상
이천 장암리 마애보살반가상(利川 長岩里 磨崖菩薩半跏像)은 대한민국 경기도 이천시 마장면 장암리에 있는 고려시대의 불상이다.
1989년 4월 15일 대한민국의 보물 제982호 태평흥국명마애보살좌상(太平興國銘磨崖菩薩坐像)으로 지정되었다가, 2010년 8월 25일 현재의 명칭으로 변경되었다.

## 개요
속칭 ‘미륵바우’라고 하는 커다란 화강암벽 전면에 걸쳐 얕게 돋을새김한 고려시대 마애보살상으로 전체 크기는 3.2m에 이른다.
높은 관(冠)을 쓴 이 보살상은 손에 연꽃을 들고 있으며, 관(冠)에는 작은 부처가 새겨져 있어 관음보살을 표현한 것으로 여겨진다. 이 보살은 반가상(半跏像)의 자세로 오른발은 내려 연꽃이 활짝 핀 모양의 대좌(臺座) 위에 놓고 왼발은 오른쪽 무릎 위에 올려 놓았다. 얼굴과 신체는 전체적으로 큼직하며 비례가 맞지 않아 둔중한 느낌이 든다. 보살상이 새겨진 바위 뒷면에는 고려 초인 981년에 만들어진 작품임을 알 수 있게 해주는 글이 적혀 있다.
전반적으로 지방색이 짙고 조각 기술이 다소 뒤떨어지지만 양 어깨를 감싸고 입은 천의(天衣)에, 높은 보관을 쓰고, 연꽃가지를 손에 든 독특한 형식의 관음보살상으로 김천 광덕리 석조보살입상(보물 제679호)과 함께 비교 연구해야 할 10세기의 중요한 조각이라 하겠다.

## 같이 보기
- 김천 광덕리 석조보살입상 (보물 제679호)

## 참고 자료
- 이천 장암리 마애보살반가상 - 국가유산청 국가유산포털